# Girobicupola quadrata
In geometria solida, la girobicupola quadrata è un poliedro con 18 facce che può essere costruito, come intuibile dal suo nome, unendo due cupole quadrate per la loro base ottagonale e ruotando una di essa di 45° rispetto all'altra.

## Caratteristiche
Una girobicupola quadrata avente come facce solo poligoni regolari è uno dei 92 solidi di Johnson, in particolare quello indicato come J29, ossia un poliedro strettamente convesso avente come facce dei poligoni regolari ma comunque non appartenente alla famiglia dei poliedri uniformi.
Per quanto riguarda i suoi 16 vertici, su 8 di essi incidono tre facce quadrate e una triangolare, mentre sugli altri 8 incidono due facce quadrate e due triangolari.

## Formule
Considerando una girobicupola quadrata avente come facce dei poligoni regolari aventi lato di lunghezza {\displaystyle a}, le formule per il calcolo del volume {\displaystyle V} e della superficie {\displaystyle A} risultano essere:
{\displaystyle V=\left(2+{\frac {4{\sqrt {2}}}{3}}\right)a^{3}\approx 3,88562\ldots a^{3};}
{\displaystyle A=2(5+{\sqrt {3}})a^{2}\approx 13,4641\ldots a^{2}.}

## Poliedri e tassellature dello spazio correlati
Uno dei poliedri correlati alla girobicupola quadrata è la girobicupola quadrata elongata, che può essere generata inserendo un prisma ottagonale tra le due metà della prima.

### Tassellature spaziali
La girobicupola quadrata è uno dei componenti di diverse tassellature spaziali non uniformi che la vedono associata con: 
- tetraedri;
- Cubi e tetraedri;
- Cubi e Cubottaedri;
- Tetraedri, piramidi quadrate e piramidi quadrate elongate.[2]